# SN 1994D
SN 1994D est une supernova de type Ia observée de mars à mai 1994 à la périphérie de NGC 4526, une galaxie lenticulaire située dans la constellation de la Vierge à environ 51 millions d'années-lumière (15,5 Mpc) du Soleil.